# جاك فان مارك
جاك فـان مارك (بالإنجليزية: Jack Van Mark)‏ هو سياسي أمريكي، ولد في 4 يوليو 1930 في تورينغتون في الولايات المتحدة. حزبياً، نشط في الحزب الجمهوري. وقد انتخب عضو مجلس نواب وايومنغ.